# Székelyszabar, Baranya
Székelyszabar (în germană Sawer) este un sat în districtul Mohács, județul Baranya, Ungaria, având o populație de 609 locuitori (2011).

## Demografie
Componența etnică a satului Székelyszabar
     Maghiari (73,38%)
     Germani (24,77%)
     Croați (1,23%)
     Romi (0,62%)
Componența confesională a satului Székelyszabar
     Romano-catolici (58,78%)
     Reformați (3,94%)
     Fără religie (3,78%)
     Necunoscută (32,18%)
     Alte religii (1,31%)
Conform recensământului din 2011, satul Székelyszabar avea 609 locuitori. Din punct de vedere etnic, majoritatea locuitorilor (73,38%) erau maghiari, existând și minorități de germani (24,77%) și croați (1,23%).  Din punct de vedere confesional, majoritatea locuitorilor (58,78%) erau romano-catolici, existând și minorități de reformați (3,94%) și persoane fără religie (3,78%). Pentru 32,18% din locuitori nu este cunoscută apartenența confesională.